# La mansión del diablo (película de 1897)
La mansión del diablo (Le Manoir du diable o Le Château hanté), es una película muda de 1897 dirigida por Georges Méliès. El filme trata sobre un hombre que entra a un castillo encantado y es constantemente acosado por espíritus dentro del castillo.

## Argumento
Dos hombres entran a una habitación en un castillo, donde uno le ofrece una silla al otro, y luego sale. El hombre intenta sentarse, pero la silla se mueve y él cae al suelo. Cuando intenta acercarse a la silla, empieza a aparecerse un fantasma, luego un esqueleto, y luego un caballero armado; para luego desaparecer completamente. Posteriormente, el hombre se encuentra confrontando al Diablo. Intenta escapar, pero es interceptado por un fantasma.

## Producción y estreno
La película marca la segunda aparición del Diablo como personaje en un film de Méliès (el primero fue La mansión del diablo el año anterior). Los efectos especiales de la película fueron creados usando la técnica stop trick. En un momento del film, la transformación de la figura fantasmagórica en un caballero armado, prefigura numerosos gags visuales que involucraban armaduras que se convirtieron en populares durante la era muda del cine de comedia.
La mansión del diablo fue estrenada por la Star Film Company de Méliès y posee el número 96 en sus catálogos. El pionero del cine inglés George Albert Smith, un amigo y colega de Méliès, fue uno de los compradores de la película; y él mismo experimentó extensivamente con temas similarmente fantasmales en sus propias películas realizadas en la misma época.
La película fue la primera obra de Méliès coloreada a mano en el laboratorio de coloración dirigido por Elisabeth Thuillier. Sobrevive una impresión coloreada a mano de La mansión del diablo: su esquema de color directo utiliza un tono rojo para ayudar a los personajes a destacarse del fondo pintado (aunque los tonos también ayudan a distraer la vista de los trucos de edición utilizados). Méliès llegó a hacer que Thuillier y sus trabajadores colorearan a mano muchas de sus películas; las colaboraciones posteriores entre Méliès y Thuillier fueron mucho más elaboradas en su uso del color.